# Mi amor, el wachimán
Mi amor, el wachimán es una serie de televisión peruana, producida por Michelle Alexander para la cadena América Televisión. Protagonizada por Christian Domínguez y María Grazia Gamarra, coprotagonizada por Nikko Ponce y Camila Zavala, antagonizada por Paul Martin y Laly Goyzueta y con la participación antagónica especial de André Silva. Se emitió durante 3 temporadas, la primera es estrenada el 1 de octubre de 2012 y finalizada el 9 de noviembre de 2012, la segunda se estrenó el 1 de julio de 2013 y finalizó el 11 de octubre de 2013, la tercera se estrenó el 22 de septiembre de 2014 y finalizó el 31 de octubre de 2014, siendo el final de la serie.
La palabra «wachimán», proveniente del inglés watchman, que significa vigilante, comenzó a utilizarse a finales de la década de 1990 en el Perú.

## Argumento
Tras el terremoto ocurrido en la ciudad de Pisco, Ica, Salvador Gutiérrez Huanca (Christian Domínguez) y su familia se mudan a la capital Lima, donde conoce a Tristán (Nico Ponce) y su familia, quienes le brindan apoyo. Tras no poder encontrar trabajo, Salvador conoce a Daniel (André Silva), más conocido como "El Duque", quien le recomienda el empleo de guardia de seguridad (guachimán). Daniel labora como vigilante pero en realidad es un delincuente sin escrúpulos y de hábitos de mal vivir, ya que con el tiempo este se convierte en el villano principal de la historia. Al poco tiempo en el que labora como seguridad, Salvador conoce a Catalina Yrigoyen Castro (María Grazia Gamarra), a quien la salva de un intento de violación. Catalina es una chica de familia adinerada y muy rebelde, al comienzo no soporta a Salvador ya que su padre lo contrata como su guardaespaldas personal. Sin embargo, con el tiempo ella y Salvador se enamoran, provocando que los padres de Catalina prohíban e inicien una oposición ante esta relación sentimental, debido a que Salvador no pertenece a la misma condición sociocultural de Catalina. Por otro lado, "El Duque", quien odia a la pareja, les hará la vida imposible. Sin embargo, Salvador y Catalina, lucharán por su amor.

## Reparto
| Intérprete                         | Personaje                          | Temporadas  | Temporadas  | Temporadas  |
| Intérprete                         | Personaje                          | 1           | 2           | 3           |
| Principales                        | Principales                        | Principales | Principales | Principales |
| ---------------------------------- | ---------------------------------- | ----------- | ----------- | ----------- |
| Christian Domínguez                | Salvador Gutiérrez Huanca          | Principal   | Principal   | Principal   |
| María Grazia Gamarra               | Catalina Yrigoyen Castro           | Principal   | Principal   | Principal   |
| Nikko Ponce                        | Tristán Calvo Vergaray             | Principal   | Principal   | Principal   |
| André Silva                        | Daniel Córdova Jiménez «El Duque»  | Principal   | Principal   | Principal   |
| Yaco Eskenazi                      | Aurelio Gargurevich Nuñez          | Principal   | Recurrente  | Principal   |
| Norka Ramírez                      | Pilar Huanca Vda. de Gutiérrez     | Principal   | Principal   | Principal   |
| José Luis Ruiz                     | Rubén Córdova                      | Principal   | Principal   |             |
| Daniela Sarfati                    | Mónica Graña Vda. de Gargurevich   | Principal   | Principal   |             |
| Laly Goyzueta                      | Irma Castro                        | Principal   | Principal   | Principal   |
| Carlos Vértiz                      | Horacio Gargurevich                | Principal   |             |             |
| Miguel Ángel Álvarez               | Francisco «Paco» García Gonzales   | Principal   | Recurrente  |             |
| Humberto Cavero                    | Don Lucho                          | Principal   |             |             |
| Karla Medina                       | Mabel Córdova Jiménez              | Principal   | Principal   | Principal   |
| Evelyn Azabache                    | Belén Gutiérrez Huanca             | Principal   | Principal   | Principal   |
| Camila Zavala                      | Jimena del Solar Noriega           | Principal   | Principal   | Principal   |
| Martín Velásquez                   | Hugo Galindo Ríos «El Machete»     | Principal   | Principal   |             |
| Dayiro Castañeda                   | Federico «Frijolito»               | Principal   | Principal   |             |
| Bruno Espejo                       | Israel Calvo Vergaray              | Principal   | Recurrente  |             |
| Lizeth Campano                     | Iris Galindo Ríos                  | Principal   | Recurrente  |             |
| Silvia Bardalez                    | Nirvana Vergaray Vda. de Calvo     | Principal   | Recurrente  | Principal   |
| Paul Martin                        | Agustín Yrigoyen Navarro           | Principal   | Principal   | Principal   |
| Anahí de Cárdenas                  | Fabiola Goytizolo Mazzedo          |             | Principal   |             |
| Juan Carlos Rey de Castro          | Gustavo de la Piedra Sevilla       |             | Principal   | Principal   |
| Alberick García                    | Zacarías López Chávez              |             | Principal   | Principal   |
| Emanuel Soriano                    | Apolinario Guerrero Falla          |             | Principal   | Principal   |
| Luis Baca                          | Warner Perales                     |             | Principal   |             |
| Pold Gastello                      | Romeo «Memo» Carhuayo Hinojosa     |             | Principal   | Recurrente  |
| Andrea Luna                        | Camelia                            |             | Principal   |             |
| Stephanie Orúe                     | Eva Paredes                        |             | Principal   | Invitada    |
| Stephanie Orúe                     | Nora Pérez                         |             |             | Principal   |
| Kukuli Morante                     | Analía                             |             | Principal   |             |
| Korina Rivadeneira                 | Yolanda                            |             | Principal   |             |
| Leslie Guillén                     | Tibisay Puma Cahuide               |             | Principal   |             |
| Lucía Caravedo                     | Jackelyne Noriega «Yayita»         |             | Principal   |             |
| Josetty Hurtado                    | Perla Cordero Calvo                |             | Principal   | Principal   |
| Teddy Guzmán                       | Roberta                            |             | Principal   |             |
| Katerina D'Onofrio                 | Angélica Castillo Morán            |             |             | Principal   |
| Carolina Cano                      | Noelle Lutenberg                   |             |             | Principal   |
| Érika Villalobos                   | Dra. Rebeca Químper                |             |             | Principal   |
| Joaquín de Orbegoso                | Baltazar «Babur» de la Guerra      |             |             | Principal   |
| Rodrigo Sánchez Patiño             | Marco de la Piedra Sevilla         |             |             | Principal   |
| Carlos Reynafarje                  | Guillermo «Guille» Pizarro         |             |             | Principal   |
| Irma Maury                         | Delicia Tirado de la Guerra        |             |             | Principal   |
| Recurrentes e invitados especiales |                                    |             |             |             |
| Nikko Ponce                        | Carlos Andrés de la Valle Orbegozo | Recurrente  |             |             |
| Luis Rosadio Flores                | Luigi Quesada Chauca               | Recurrente  | Recurrente  | Recurrente  |
| Irene Eyzaguirre                   | Comandante Rosario Leiva           | Recurrente  | Recurrente  | Recurrente  |
| Nadia Calmet                       | Sandra                             | Recurrente  |             |             |
| Mijail Garvich                     | Profesor Humberto Amaya            | Recurrente  | Recurrente  |             |
| Nico Ames                          | Toribio de la Guerra               | Recurrente  | Recurrente  |             |
| Pablo Saldarriaga                  | Kevin Arnold Buendía               | Recurrente  |             |             |
| Miguel Medina                      | Alcides Gutiérrez                  | Invitado    |             |             |
| Belén Estévez                      | Paloma Tirado                      | Invitada    |             |             |
| Fiorella Flores                    | María Inés                         | Invitada    |             |             |
| Jely Reátegui                      | Amelia                             | Invitada    |             |             |
| Alfredo Lévano                     | Francisco García                   | Invitado    |             |             |
| Diego Seminario Bravo              | Pepe                               | Invitado    |             |             |
| Attilia Boschetti                  | Marieta de la Valle                | Invitada    |             |             |
| Mario Ballón                       | Juan Diego García Miró Pedrigrini  | Invitado    |             |             |
| Gustavo Borjas                     | Fabio                              | Invitado    |             |             |
| Nicolás Galindo                    | Vicente                            |             | Recurrente  |             |
| Renato Vegazo                      | Olaf «El Comanche»                 |             | Invitado    |             |
| Cindy Díaz                         | Soraya                             |             | Invitada    |             |
| Hertha Cárdenas                    | Sor Dina                           |             | Invitada    |             |
| Renato Bonifaz                     | Reinaldo                           |             | Invitado    |             |
| Valeria Bringas                    | Michelle                           |             | Invitada    |             |
| Andrea Barbier                     | Diana                              |             | Invitada    |             |
| José Franco Morante                | Renzo                              |             | Invitado    |             |
| Diana Lajara                       | Tatiana «Tati»                     |             | Invitada    |             |
| Andrés Vílchez                     | Joaquín                            |             | Invitado    |             |
| Ingrid Altamirano                  | Nadia                              |             | Invitada    |             |
| Antonio Pavón                      | Felipe Alejandro Bertolotto        |             | Invitado    |             |
| Haydeé Cáceres                     | Sor Teodora de los Arcángeles      |             | Invitada    |             |
| Diego Lombardi                     | Roberto Kimper III                 |             | Invitado    |             |
| Rubén Martorell                    | Edilberto                          |             | Invitado    |             |
| Elsa Olivero                       | Carmen Jiménez Vda. de Córdova     |             |             | Recurrente  |
| Francisca Aronsson                 | Natalia                            |             |             | Recurrente  |
| Mariano García-Rosell              | Salvador Gutiérrez Yrigoyen        |             |             | Recurrente  |
| Zoe Arévalo                        | Catalina Gutiérrez Yrigoyen        |             |             | Recurrente  |
| Gabriel Anselmi                    | Wilfredo Vásquez                   |             |             | Invitado    |
| Carla Arriola                      | Mireya                             |             |             | Invitada    |
| Roberto Ruiz                       | Alférez Arévalo                    |             |             | Invitado    |
| Eduardo Pastrana                   | Luis Miguel                        |             |             | Invitado    |
| Katia Salazar                      | Yuri                               |             |             | Invitada    |
| Paco Varela                        | Milton / Leónidas / Toribio        |             |             | Invitado    |
| Liliana Boza                       | Raquel                             |             |             | Invitada    |
| Luis Alberto Sánchez               | Aquiles «El Ángel»                 |             |             | Invitado    |
| Homero Cristalli                   | Renato García Miró                 |             |             | Invitado    |
| D'Angelo Pérez                     | Daniel «Danielito» Córdova Pérez   |             |             | Invitado    |

## Temporadas
| Temporada | Temporada | Episodios | Rango de episodios | Emisión original         | Emisión original       |
| Temporada | Temporada | Episodios | Rango de episodios | Primera emisión          | Última emisión         |
| --------- | --------- | --------- | ------------------ | ------------------------ | ---------------------- |
|           | 1         | 30        | 1 - 30             | 1 de octubre de 2012     | 9 de noviembre de 2012 |
|           | 2         | 75        | 31 - 105           | 1 de julio de 2013       | 11 de octubre de 2013  |
|           | 3         | 30        | 106 - 135          | 22 de septiembre de 2014 | 31 de octubre de 2014  |

## Banda sonora
- «Madrugadas enteras» - Christian Domínguez
- «Mi estrella» - Christian Domínguez y María Grazia Gamarra
- «Yo te haré recordar» - Christian Domínguez
- «Amarnos con el alma» - María Grazia Gamarra
- «Cómo quisiera» - Nikko Ponce
- «Te pagaré con amor» - Nikko Ponce
- «Nada sin ti» - Nikko Ponce
- «Estar enamorada» - Camila Zavala
- «Lo que yo haría» - Emanuel Soriano y Josetty Hurtado
- «Nadie puede con el amor» - Wendy Sulca
- «El rap del Duque» - André Silva

## Recepción
El programa recibe 30 puntos de audiencia según la compañía Ibope.

## Retransmisión
- La serie se retransmite por el mismo canal hasta la segunda temporada del 21 de mayo hasta el 22 de septiembre de 2014, en reemplazo de la telenovela mexicana Por ella soy Eva, se transmite de lunes a viernes de 9:30 a 10:30 a. m., y es reemplazada por la telenovela mexicana Hasta el fin del mundo.
- Del 10 de septiembre de 2018 al 15 de marzo de 2019 se retransmite en el desaparecido canal América Next de 8:00 a 9:00 p. m., la serie es sustituida por la telenovela La reina de las carretillas.
- Desde el 6 de julio de 2020 la serie vuelve a ser transmitida por segunda vez en América Televisión, se transmite de lunes a viernes de 4:00 a 5:00 p. m. y finaliza de forma inesperada el 2 de octubre de 2020.

## Premios y nominaciones

### Premios LucesdeEl Comercio
| Año  | Categoría              | Nominados              | Resultado | Ref. |
| ---- | ---------------------- | ---------------------- | --------- | ---- |
| 2012 | Mejor producción local | Mi amor, el wachimán   | Nominado  |      |
| 2012 | Mejor actor de TV      | Christian Domínguez    | Ganador   |      |
| 2012 | Mejor actriz de TV     | María Grazia Gamarra   | Ganadora  |      |
| 2013 | Mejor producción local | Mi amor, el wachimán 2 | Nominado  |      |
| 2013 | Mejor actor de TV      | Christian Domínguez    | Nominado  |      |
| 2013 | Mejor actriz de TV     | María Grazia Gamarra   | Nominada  |      |
| 2014 | Mejor producción local | Mi amor, el wachimán 3 | Nominado  |      |
| 2014 | Mejor actriz de TV     | María Grazia Gamarra   | Nominada  |      |
| 2014 | Mejor actriz de TV     | Camila Zavala          | Nominada  |      |